# Bartsch (herb szlachecki)

herb Bartsch I

herb Bartsch II

Bartsch (Barcz, Barszcz, Wiewiórka, Luzytan) – polski herb szlachecki, używany przez rodzinę pochodzącą z Prus i Warmii, osiadłą także na Kaszubach. Według Józefa Szymańskiego z nobilitacji. Możliwe, że herb ten jest odmianą herbu Achinger lub Bażeński.
Istniały inne rodziny tego samego nazwiska, osiadłe w tym samym regionie, ale używające innych herbów (Bartsch II, Bartsch III, Bartsch IV).

## Opis herbu
Istnieje wiele rozbieżnych opinii na temat wyglądu tego herbu, często w obrębie jednej publikacji.
Według Józefa Szymańskiego, herb powinien wyglądać następująco: W polu złotym wiewiórka czerwona. Klejnot: samo godło.
Taki wizerunek przytacza też Juliusz Karol Ostrowski (jako Bartsch II) oraz Mariusz Gizowski (Herby patrycjatu toruńskiego). Niekiedy wariant ten był przedstawiany z godłem i klejnotem w lewo. Tak jest w opisie u Ostrowskiego i w Encyklopedii Orgelbranda i u Emiliana Szeligi-Żernickiego (Der polnische Adel). Przemysław Pragert używa na ten herb nazwy Barcz Ib.
Istniał też wariant powyższego herbu, w którym pole było błękitne. Wzmiankują go Adam Boniecki, Ostrowski (jako Bartsch I) i Gizowski. Przemysław Pragert numeruje go jako Barcz Ia. W Tablicach odmian Chrząńskiego wiewiórka jest w lewo, barwy naturalnej i siedzi na brązowej gałęzi.
Według herbarza Dachnowskiego, herb przedstawia się następująco: W polu czerwonym wiewiórka szara, gryząca orzech, siedząca na murawie zielonej. Klejnot: Nad hełmem bez korony wiewiórka jak w godle. Labry: czerwone podbite złotem.
Podobny wizerunek jest u Kaspra Niesieckiego, z tym, że godło i klejnot w lewo i brak barw. Przemysław Pragert klasyfikuje ten wariant jako podstawowy (Barcz I).

## Najwcześniejsze wzmianki
Według Opinii Ostrowskiego, herb powstał w XV wieku. Józef Szymański pisze, że jest to herb z nobilitacji, nadany 18 kwietnia 1589 Janowi i Piotrowi Bartschom z Braniewa, mieszczanom gdańskim.

## Rodzina Bartsch
Jedna z dwóch rodzin o tym nazwisku, pochodząca z Warmii miała być gałęzią rodu Bażeńskich, chociaż Seweryn Uruski twierdzi, że zostali oni adoptowani do herbu przez Bażeńskich. Barczowie nosili przydomek a Demuth. Wzmiankowani od XVI wieku, posiadali włości: Franknów (Jan Bartsch, 1640), Smażyno, Skrzeszewo, Przyjaźń i Rychtowo (1682). Reinhold Bartsch był w 1662-1668 ławnikiem w Pucku. W XVIII wieku Bartschowie posiadali Sztembark i Stawiski. W roku 1700 żył Jan Henryk Bartsch, podpułkownik królewski (1707) i generał major wojsk koronnych (1711). Według opinii Ledebura ród wygasł na przełomie XVIII i XIX wieku. Dachnowski twierdzi, że herb Barczów był identyczny z herbem Bażeńskich (Bażeński).

## Herbowni
Barcz (Bartsch, Barszcz, Bartels, Bartschen, Bartusch, Bartusz), Barwiński. Błędnie - Baertschen, Bätsch.